# Cresson (Texas)
Cresson es una ciudad ubicada en el condado de Hood en el estado estadounidense de Texas. En el Censo de 2010 tenía una población de 741 habitantes y una densidad poblacional de 24,78 personas por km².

## Geografía
Cresson se encuentra ubicada en las coordenadas 32°31′48″N 97°36′55″O / 32.53000, -97.61528. Según la Oficina del Censo de los Estados Unidos, Cresson tiene una superficie total de 29.91 km², de la cual 29.9 km² corresponden a tierra firme y (0.02%) 0.01 km² es agua.

## Demografía
Según el censo de 2010, había 741 personas residiendo en Cresson. La densidad de población era de 24,78 hab./km². De los 741 habitantes, Cresson estaba compuesto por el 93.52% blancos, el 1.08% eran afroamericanos, el 0.54% eran amerindios, el 0.27% eran asiáticos, el 0% eran isleños del Pacífico, el 2.97% eran de otras razas y el 1.62% pertenecían a dos o más razas. Del total de la población el 7.69% eran hispanos o latinos de cualquier raza.